# Fernando Natalio Chomalí Garib
Fernando Natalio Chomalí Garib (Santiago del Cile, 10 marzo 1957) è un cardinale e arcivescovo cattolico cileno, dal 25 ottobre 2023 arcivescovo metropolita di Santiago del Cile.

## Biografia
Fernando Natalio Chomalí Garib è nato il 10 maggio 1957 a Santiago del Cile da Juan Chomali e Vitalia Garib. Ha quattro fratelli. Suo cugino è monsignor William Hanna Shomali, vicario generale del patriarcato di Gerusalemme dei Latini.

### Formazione e ministero sacerdotale
Ha conseguito la laurea in ingegneria civile nel 1981 presso la pontificia università cattolica del Cile. È entrato nel pontificio seminario maggiore di Santiago del Cile nel 1984 ed è stato ordinato sacerdote il 6 aprile 1991 dall'arcivescovo di Santiago del Cile Carlos Oviedo Cavada, divenuto in seguito cardinale. Ha conseguito la licenza in teologia morale presso l'Accademia alfonsiana di Roma nel 1993, e successivamente, nel 1994, il titolo di dottore in sacra teologia, presso la Pontificia Università Gregoriana, di Roma. Nel 1998 ha conseguito il master in bioetica presso il Pontificio istituto Giovanni Paolo II.
Nel 1995 è stato nominato professore di teologia morale presso il pontificio seminario maggiore di Santiago del Cile e delle facoltà di teologia della pontificia università cattolica del Cile. Nel 1997 è divenuto anche docente di antropologia e bioetica teologica e di insegnamento della Chiesa presso la facoltà di medicina della pontificia università cattolica del Cile.

### Ministero episcopale

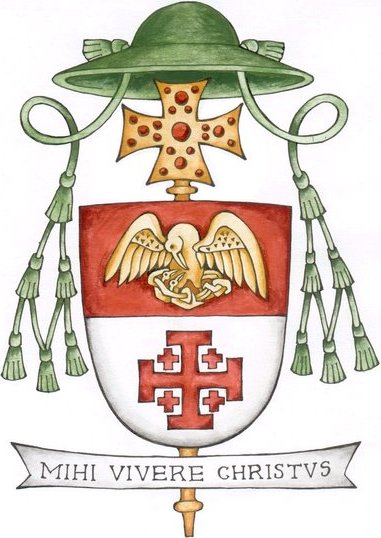
Stemma da vescovo

Il 6 aprile 2006 papa Benedetto XVI lo ha nominato vescovo ausiliare di Santiago del Cile, assegnandogli la sede titolare di Noba.
Ha ricevuto l'ordinazione episcopale il 3 giugno successivo dalle mani del nunzio apostolico in Cile Aldo Cavalli, co-consacranti gli allora vescovi ausiliari di Santiago del Cile Ricardo Ezzati Andrello e Cristián Contreras Villarroel.
Il 2 agosto 2007 è stato nominato membro ordinario della Pontificia accademia per la vita; mentre il 22 giugno 2010 è stato nominato membro del consiglio direttivo del medesimo istituto.
Il 24 novembre 2008, il 7 febbraio 2014 e il 20 febbraio 2017 ha compiuto la visita ad limina.
Il 20 aprile 2011 papa Benedetto XVI lo ha promosso arcivescovo metropolita di Concepción, succedendo a Ricardo Ezzati Andrello,  nominato arcivescovo metropolita di Santiago del Cile. Contemporaneamente ha assunto di diritto il ruolo di gran cancelliere dell'Universidad Católica De La Santísima Concepción. Il 29 giugno successivo ha ricevuto il pallio dalle mani del Santo Padre in piazza san Pietro a Roma.
Dal 14 dicembre 2013 al 10 gennaio 2015 ha ricoperto il ruolo di amministratore apostolico di Osorno, mentre dal 10 gennaio al 7 luglio 2015 è stato amministratore apostolico dell'Ordinariato militare in Cile.
Il 13 giugno 2017 è stato confermato da papa Francesco membro della Pontificia accademia per la vita.
Nel Conferenza Episcopale del Cile è membro di diverse commissioni: commissione nazionale di bioetica, commissione nazionale per l'autofinanziamento della Chiesa e commissione nazionale per la ricostruzione delle Chiese. Inoltre presiede la commissione dottrinale.
È autore di libri e numerosi articoli, con particolare riferimento alla bioetica e all'etica d'impresa.
Il 28 luglio 2021 è stato nominato vicepresidente della Conferenza episcopale del Cile.
Il 19 dicembre 2021, in occasione dell'elezione di Gabriel Boric a nuovo presidente del Cile, ha auspicato che il nuovo presidente valorizzi «la famiglia come il luogo in cui le persone imparano a crescere» e che agisca con decisione a favore dei più vulnerabili e deboli della società; ha anche incoraggiato il neo-presidente a promuovere l'occupazione, «perché è una strada privilegiata per superare la povertà che affligge tanti cileni».
Il 25 ottobre 2023 viene nominato arcivescovo metropolita di Santiago del Cile, succedendo al cardinale Celestino Aós Braco, dimessosi per raggiunti limiti d'età. Contestualmente è divenuto anche gran cancelliere della Pontificia università cattolica del Cile. Il 16 dicembre successivo ha preso possesso dell'arcidiocesi nella cattedrale di San Giacomo.
Il 7 e 8 maggio 2025 ha partecipato come cardinale elettore al conclave che ha portato all'elezione di papa Leone XIV.

## Genealogia episcopale e successione apostolica
La genealogia episcopale è:
- Cardinale Scipione Rebiba
- Cardinale Giulio Antonio Santori
- Cardinale Girolamo Bernerio, O.P.
- Arcivescovo Galeazzo Sanvitale
- Cardinale Ludovico Ludovisi
- Cardinale Luigi Caetani
- Cardinale Ulderico Carpegna
- Cardinale Paluzzo Paluzzi Altieri degli Albertoni
- Papa Benedetto XIII
- Papa Benedetto XIV
- Papa Clemente XIII
- Cardinale Marcantonio Colonna
- Cardinale Giacinto Sigismondo Gerdil, B.
- Cardinale Giulio Maria della Somaglia
- Cardinale Carlo Odescalchi, S.I.
- Vescovo Eugène de Mazenod, O.M.I.
- Cardinale Joseph Hippolyte Guibert, O.M.I.
- Cardinale François-Marie-Benjamin Richard de la Vergne
- Cardinale Pietro Gasparri
- Cardinale Clemente Micara
- Cardinale Antonio Samorè
- Cardinale Angelo Sodano
- Arcivescovo Aldo Cavalli
- Arcivescovo Fernando Natalio Chomalí Garib

La successione apostolica è:
- Vescovo Bernardo Andrés Álvarez Tapia (2022)
- Vescovo Óscar Walter García Barreto (2022)

## Opere
- Fernando Natalio Chomalí Garib, La misericordia de Dios:filiación divina y fraternidad humana en el magisterio de Juan Pablo II, Roma, Pontificia Università Gregoriana, 1994.
- Fernando Natalio Chomalí Garib, Proyecto Genoma humano:presente y perspectivas futuras, Santiago del Cile, Pontificia Universidad Católica de Chile, 2005, ISBN 978-9561510821.
- Fernando Natalio Chomalí Garib, Reflexiones, Santiago del Cile, Martita Fresno Mackenna, 2009, ISBN 978-9563322354.
- Fernando Natalio Chomalí Garib, Bioética: el valor de la vida humana a la luz de la razón y la fe, Santiago del Cile, Mercurio Aguilar, 2009, ISBN 978-9562397155.
- Fernando Natalio Chomalí Garib, Dios anda por estos lados, yo lo he visto, Santiago del Cile, Universidad Católica de la Santísima Concepción, 2012.